# 15 ianuarie
ianuarie • februarie • martie  • aprilie  • mai  • iunie  • iulie  • august  • septembrie  • octombrie  • noiembrie  • decembrie
15 ianuarie este a 15-a zi a calendarului gregorian. Mai sunt 350 de zile până la sfârșitul anului (351 de zile în anii bisecți).

## Evenimente

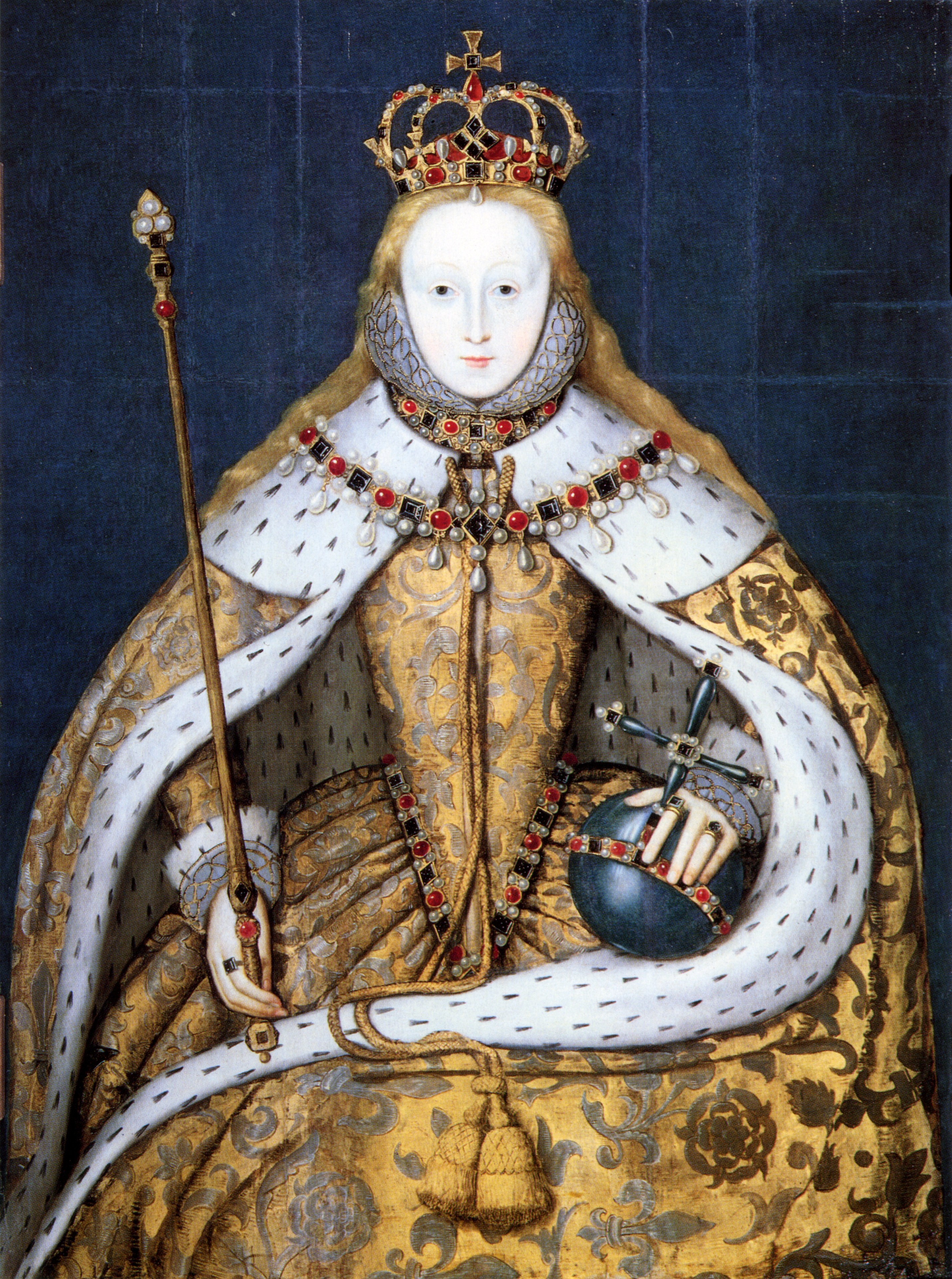
1559: Are loc încoronarea Elisabetei I a Angliei la Westminster Abbey. Va domni 25 de ani.

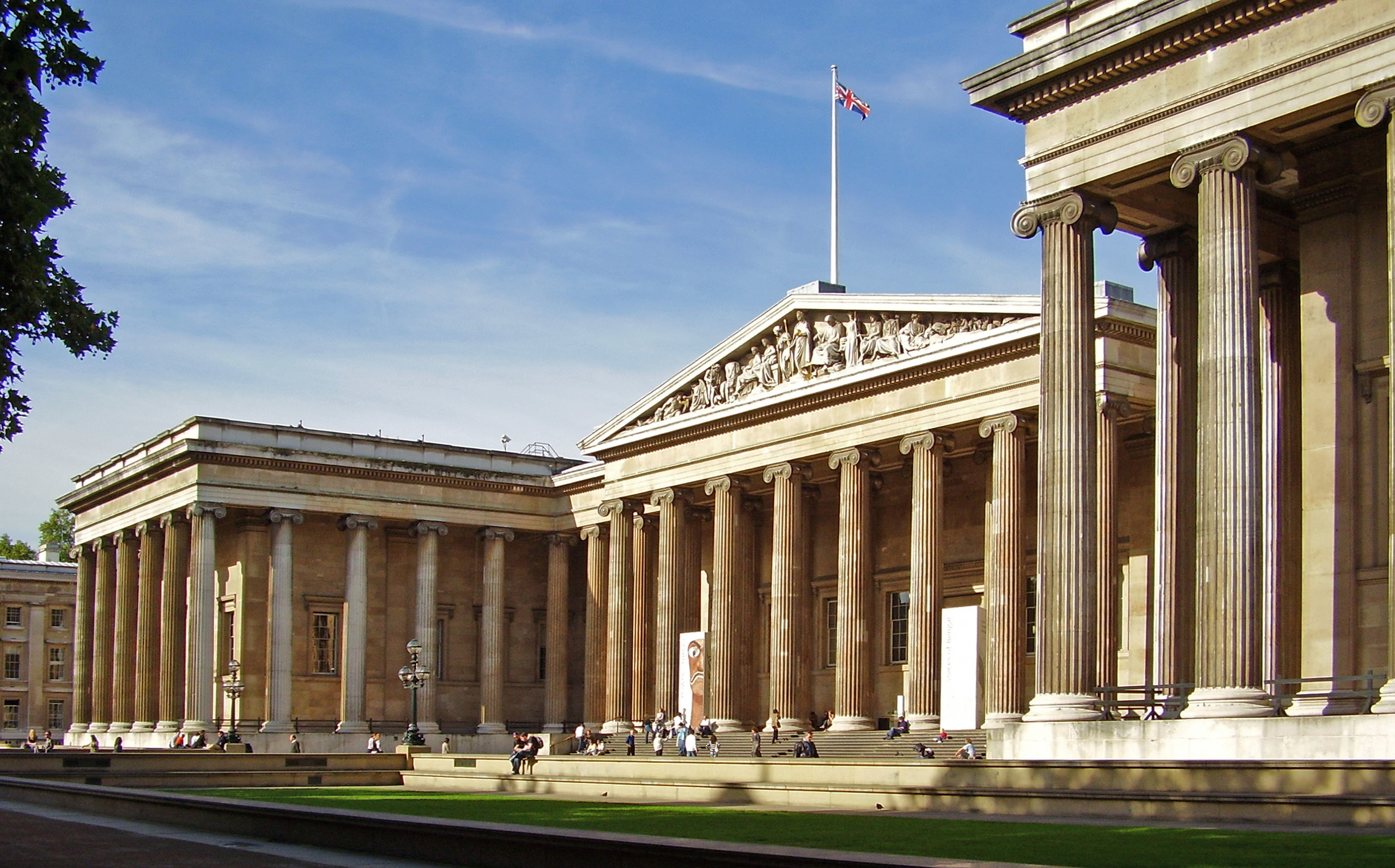
1759: Se deschide publicului The British Museum.

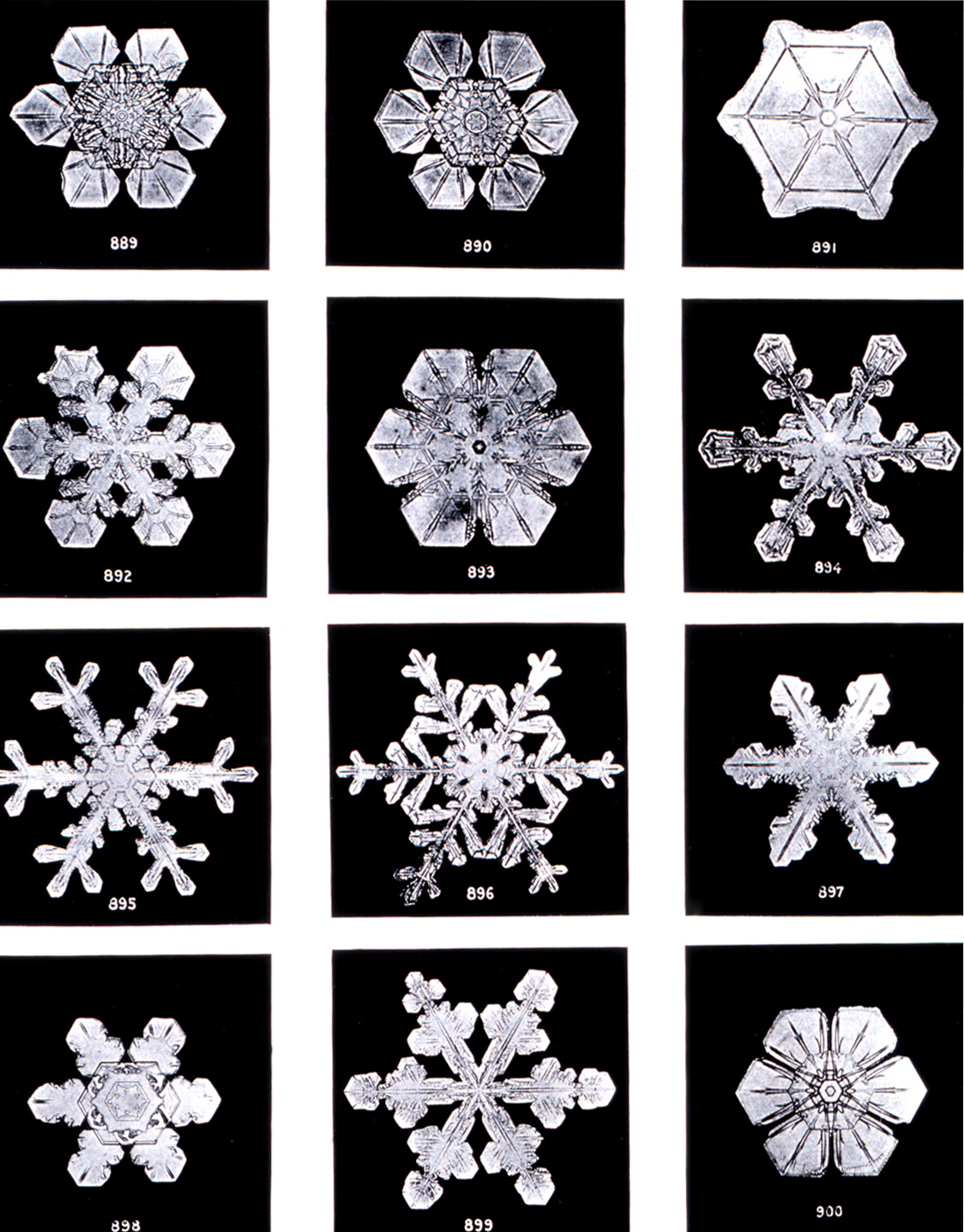
1885: Americanul Wilson Bentley face prima fotografie a unui fulg de nea.

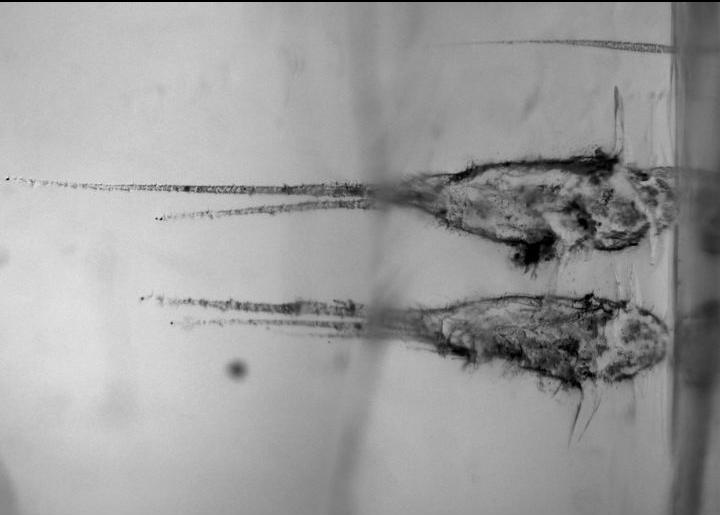
2006: Particule ale cometei 81P/Wild prinse în aerogelul colectorului sondei spațiale Stardust

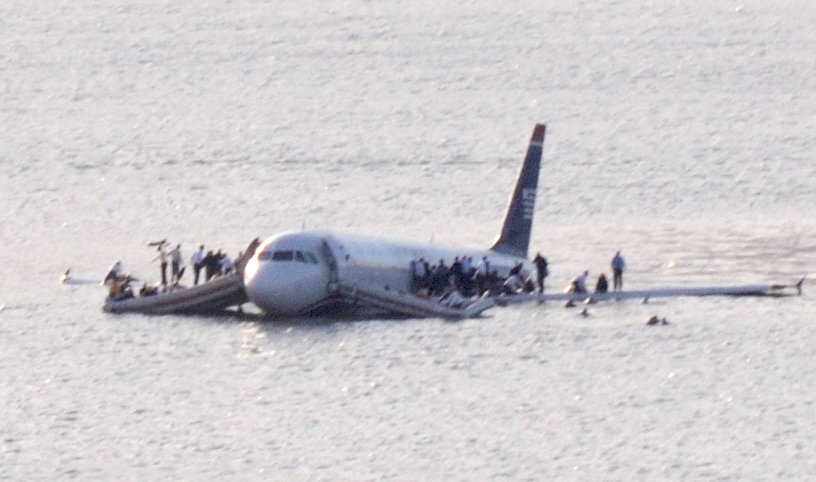
2009: Zborul 1549 al US Airways a coborât în siguranță pe râul Hudson, după ce avionul se ciocnește de păsări la mai puțin de două minute după decolare. Acesta devine cunoscut sub numele de „Miracolul de pe Hudson”, deoarece toți cei 155 de oameni de la bord au fost salvați.

- 0069: Împăratul roman Galba este asasinat. Otho se autoproclamă împărat roman dar după trei luni se va sinucide.[1]
- 1541: Regele Francisc I al Franței îi dă lui Jean-François Roberval însărcinarea de a  stabili provincia Noua Franță (Canada) unde să asigure răspândirea „Sfintei credințe catolice”. [2]
- 1559: Elisabeta I a Angliei este încoronată regină a Angliei la Westminster Abbey din Londra.[3]
- 1582: Armistițiul de la Jam Zapolsky: Rusia cedează Letonia Poloniei.[4]
- 1759: Se deschide publicului The British Museum.[5]
- 1822: Războiul de Independență al Greciei: Dumitru Ipsilanti este ales președinte al adunării legislative.
- 1834: S-a deschis, pe lângă Societatea Filarmonică din București, "Școala de muzică vocală, de declamație și de literatură" ce avea menirea de a pregăti actori calificați. Directorul școlii era Ion Heliade Rădulescu.
- 1850: Se naște poetul național al României, Mihai Eminescu.
- 1870: Un desen animat politic american simbolizează, pentru prima dată, Partidul Democrat cu un măgar („A Jackass Live Kicking a Dead Lion” de Thomas Nast pentru Harper's Weekly).
- 1870: Ministrul de Externe adresează marilor puteri europene o notă prin care cere recunoașterea oficială a denumirii de România.
- 1880: Legea pentru înființarea Casei de Economii.
- 1883: A apărut, la Iași, revista Recreații științifice (până în anul 1888), care a  marcat dezvoltarea matematicii în România.
- 1885: Americanul Wilson Bentley face prima fotografie a unui fulg de nea. Fulgii de zăpadă erau prea complecși pentru a fi fotografiați înainte de a se topi, așa că a atașat o cameră cu burduf la un microscop și, după multe experimente, a fotografiat primul său fulg de zăpadă.[6]
- 1919: Rosa Luxemburg și Karl Liebknecht, doi dintre cei mai importanți socialiști din Germania, sunt torturați și uciși de freikorps la sfârșitul revoltei spartaciste din Berlin.
- 1943: Mihai Antonescu, viceprim-ministru și ministru de externe al României propune omologului său italian, contele Galeazzo Ciano, ieșirea simultană din război a Italiei, României și Ungariei. Propunerea va fi repetată în vara aceluiași an, fără rezultate.
- 1943: Una dintre cele mai mari clădiri de birouri din lume, Pentagonul, construit de Leslie R. Groves, este inaugurat în Arlington, Virginia.
- 1947: Elizabeth Short a fost asasinată. Cazul ei a devenit foarte mediatizat în SUA din cauza naturii infracțiunii, corpul ei fiind găsit extrem de mutilat, tăiat în jumătate la nivel pelvian și golit de sânge.
- 1951: Curtea cu juri din Augsburg a condamnat-o pe Ilse Koch, soția primului comandant al lagărului de concentrare Buchenwald, la închisoare pe viață pentru incitare la crimă și abuz fizic sever.
- 1962: Papirusul Derveni, cel mai vechi manuscris din Europa care a supraviețuit, datând din 340 î.Hr., este găsit în nordul Greciei. Este un tratat filosofic, care este un comentariu alegoric la un poem orfic, o teogonie privind nașterea zeilor, produs în cercul filosofului Anaxagora.
- 1966: Prima Republică Nigeriană, condusă de Abubakar Tafawa Balewa, este răsturnată printr-o lovitură de stat militară.
- 1969: Uniunea Sovietică lansează Soyuz 5.
- 1970: Muammar al-Gaddafi este proclamat premier al Libiei.
- 1971: În Egipt, se inaugurează barajul de la Assuan.
- 1975: Este semnat Acordul de la Alvor, care pune capăt Războiului de Independență al Angolei și dă Angolei independența față de Portugalia.
- 1990: Prin Decizia civilă nr.4 a Tribunalului Municipiului București, Partidul Național Liberal reapare oficial în viața politică românească.
- 1991: Termenul Națiunilor Unite pentru retragerea forțelor irakiene din Kuweitul ocupat expiră, pregătind drumul pentru începerea Operațiunii Furtună în Deșert.
- 1992: Comunitatea internațională recunoaște independența Sloveniei și a Croației față de Republica Socialistă Federativă Iugoslavia.
- 1993: Cel de-al III-lea Congres al UDMR, ținut la Brașov, este în atenția opiniei publice în urma apelului lansat de Gheorghe Funar, prin care se cerea convocarea, în sesiune extraordinară, a Parlamentului pentru interzicerea activității UDMR. Această propunere venea în urma intenției UDMR de a aproba în Congres un "Program de autoguvernare pe principii etnice".
- 1999: A cincea mineriadă: Greva minerilor din Valea Jiului este declarată ilegală.
- 1999: Conflictul din Kosovo: Un numar de 45 de civili sunt masacrați la Racak, în sudul provinciei.
- 2001: Enciclopedia Wikipedia intră în online.[7]
- 2003: Statele Unite cer sprijinul NATO în cazul declanșării unui conflict cu Irakul.
- 2005: A fost lansat primul volum al ediției facsimilate a manuscriselor eminesciene sub egida Academiei Române.
- 2005: Orbitatorul lunar al ESA, SMART-1 descoperă elemente precum calciu, aluminiu, siliciu, fier și și alte elemente de suprafață pe Lună.

2001: Enciclopedia Wikipedia intră în online.

- 2006: La Biblioteca Academiei au fost prezentate următoarele cinci volume ale ediției facsimilate a manuscriselor lui Mihai Eminescu.
- 2006: Capsula de întoarcere a sondei spațiale Stardust revine pe Terra cu o colecție de mostre. În aprilie 2014, NASA a raportat că a recuperat șapte particule de praf interstelar din aerogel.[8]
- 2009: Zborul 1549 al US Airways a coborât în siguranță pe râul Hudson, după ce avionul se ciocnește de păsări la mai puțin de două minute după decolare. Acesta devine cunoscut sub numele de „Miracolul de pe Hudson”, deoarece toți cei 155 de oameni de la bord au fost salvați.
- 2011: Începând cu acest an, de ziua poetului Mihai Eminescu, va fi sărbătorită "Ziua Culturii Naționale", în urma unei legi promulgate la 6 decembrie 2010.
- 2011: În Sudanul de Sud se încheie un referendum în care 99% din populație votează pentru independența țării.
- 2015: Banca Națională a Elveției renunță la plafonul valorii francului în raport cu euro, provocând turbulențe pe piețele financiare internaționale.[9]
- 2018: Prim-ministrul Mihai Tudose demisionează după doar șapte luni în funcție din cauza disputelor interne în PSD.
- 2019: Guvernul Marii Britanii al Theresei May suferă cea mai mare înfrângere guvernamentală din vremurile moderne, când 432 de parlamentari au votat împotriva acordului propus de retragere din Uniunea Europeană, oferind oponenților săi o majoritate de 230.[10][11]
- 2020: Un cutremur cu magnitudinea de 6,2 a lovit insula Sulawesi din Indonezia, ucigând cel puțin 67 de persoane și rănind sute.[12]

## Nașteri

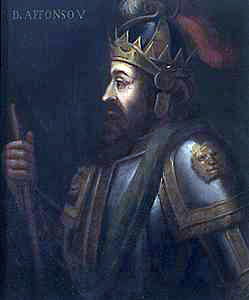
Regele Afonso al V-lea al Portugaliei
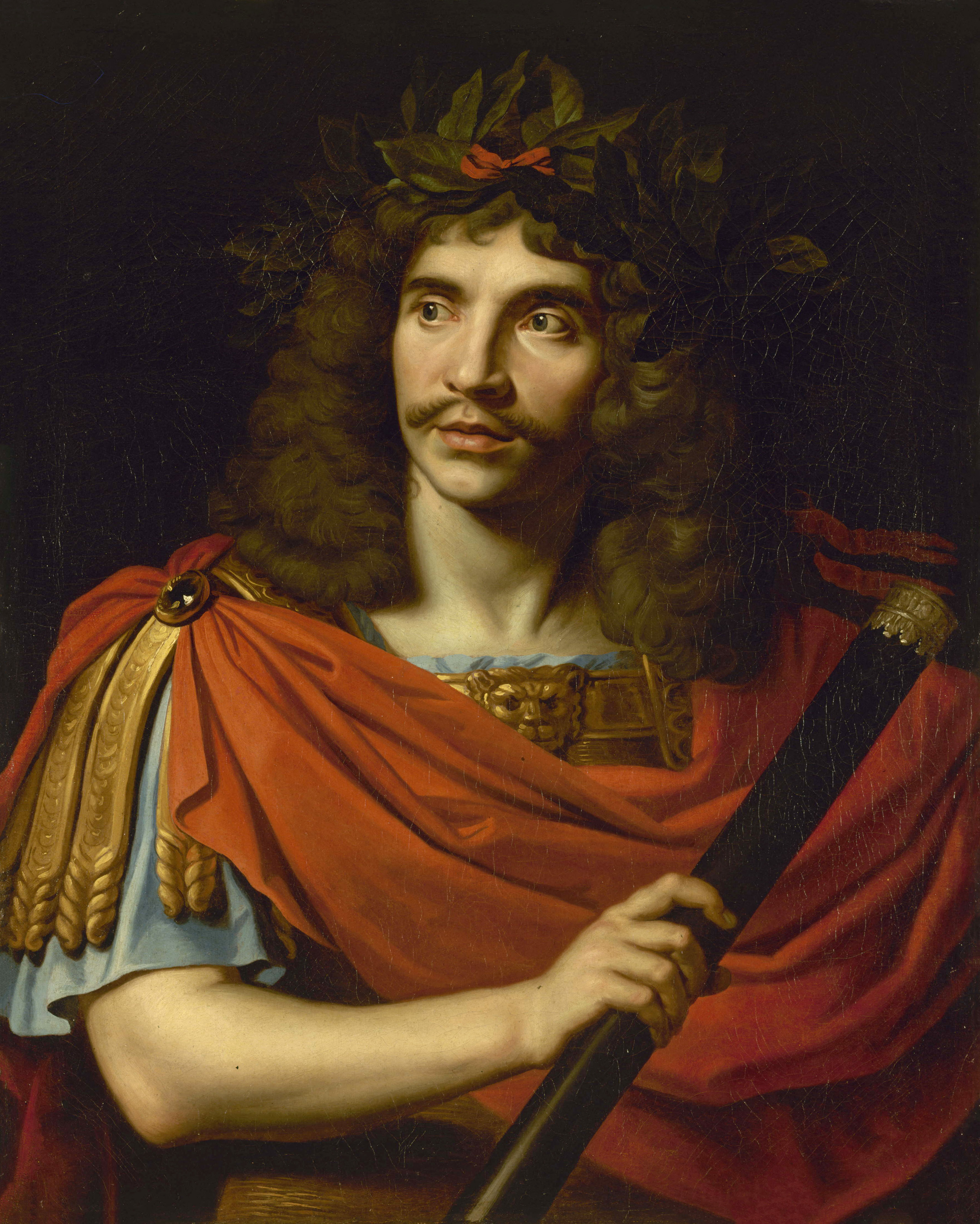
Molière, dramaturg și actor francez
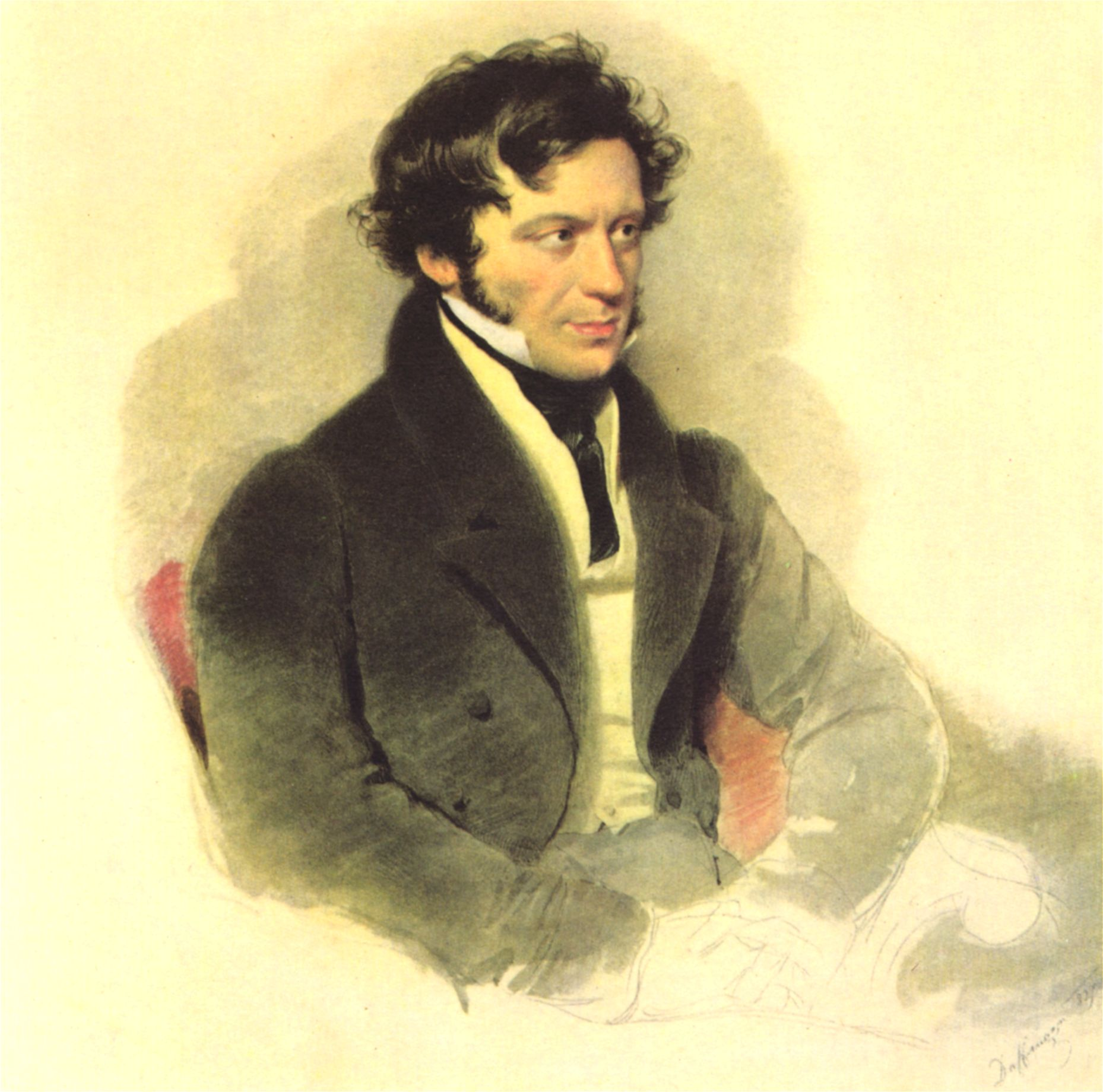
Franz Grillparzer, poet austriac

- 1342: Filip al II-lea, Duce de Burgundia (d. 1404)
- 1432: Regele Afonso al V-lea al Portugaliei (d. 1481)
- 1622: Molière (n. Jean–Baptiste Poquelin), dramaturg și actor francez (d. 1673)
- 1791: Franz Grillparzer, poet austriac (d. 1872)
- 1809: Pierre Proudhon, filosof francez (d. 1865)
- 1812: Peter Christen Asbjørnsen, scriitor norvegian (d. 1885)
- 1833: Luis Paulsen, șahist german (d. 1891)
- 1850: Mihai Eminescu (n. Mihail Eminovici), poet, prozator și jurnalist român, cea mai importantă voce poetică din literatura română (d. 1889)
- 1867: Maria Teresa de Bourbon-Două Sicilii (d. 1909)
- 1879: Mazo de la Roche, scriitor canadian de limbă engleză (d. 1961)
- 1882: Daniel Vázquez Díaz, pictor spaniol (d. 1969)
- 1882: Prințesa Margaret de Connaught (d. 1920)
- 1891: Diana Budisavljević, salvatoare de vieți omenești în timpul celui de-al doilea război mondial (d. 1978)
- 1893: Georg, Prinț Moștenitor al Saxoniei, nobil german, preot catolic, oponent al regimului nazist (d. 1943)
- 1894: Ecaterina Teodoroiu, „eroina de la Jiu” căzută în Bătălia de la Mărășești (d. 1917)
- 1895: Artturi Ilmari Virtanen, chimist finlandez, laureat Nobel (d. 1973)
- 1902: Ion Conea, geograf român (d. 1974)
- 1908: Edward Teller, savant american de origine maghiară, creator al bombei cu hidrogen (d. 2003)
- 1918: Gamal Abdel Nasser, politician egiptean (d. 1970)
- 1919: Boris Cazacu, lingvist și filolog român (d. 1987)
- 1922: Jerzy Kawalerowicz, regizor polonez (d. 2007)

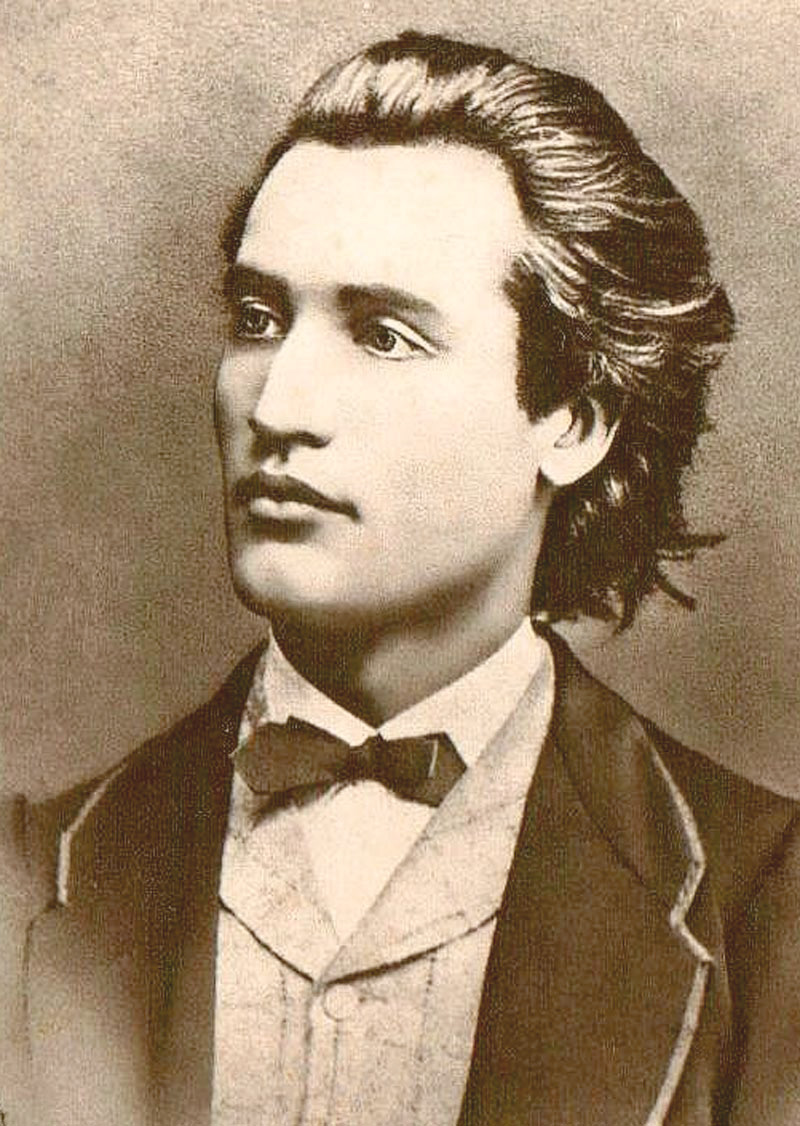
Mihai Eminescu, poet, prozator și jurnalist român
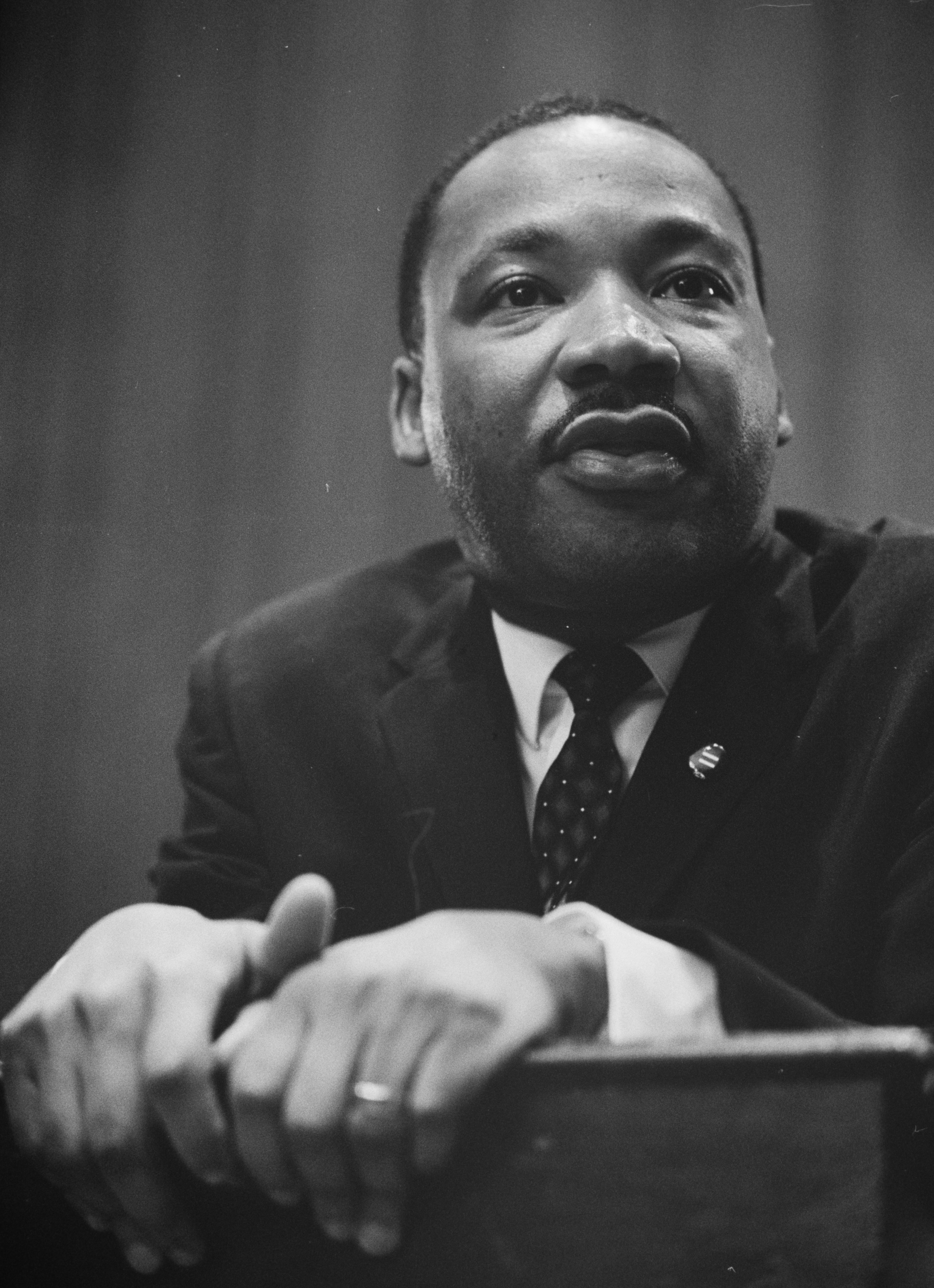
Martin Luther King Jr., pastor baptist, activist politic american, laureat Nobel
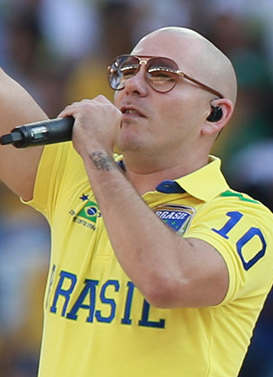
Pitbull, rapper american

- 1929: Martin Luther King, pastor baptist, activist pentru drepturile persoanelor de culoare din Statele Unite ale Americii, laureat Nobel (d. 1968)
- 1930: Paul Ahyi, artist, sculptor, arhitect, designer de interior și scriitor togolez (d. 2010)
- 1937: Valeriu Cristea, critic și istoric literar român (d. 1999)
- 1950: Choe Ryong-hae, politician și ofițer militar nord-coreean, președinte al Comitetului Permanent al Adunării Populare Supreme și prim-vicepreședinte al Comisiei pentru Afaceri de Stat
- 1960: Kelly Asbury, regizor, scenarist, actor de dublaj și scriitor american (d. 2020)
- 1960: Adrian Bărar, muzician român (d. 2021)
- 1976: Florentin Petre, fotbalist român
- 1977: Giorgia Meloni, jurnalistă si politiciană italiană
- 1977: Daciana Octavia Sârbu, politician român
- 1981: Pitbull (n. Armando Christian Pérez), cântăreț, compozitor și rapper american
- 1996: Dove Cameron, actriță și cântăreață americană

## Decese
- 0069: Galba, împărat roman (n. 3 î.Hr.)
- 0936: Regele Raoul al Franței
- 1568: Nicolaus Olahus, umanist și istoric de origine română, arhiepiscop de Esztergom și guvernator al Ungariei (n. 1493)
- 1595: Murat al III-lea, sultan otoman (n. 1546)

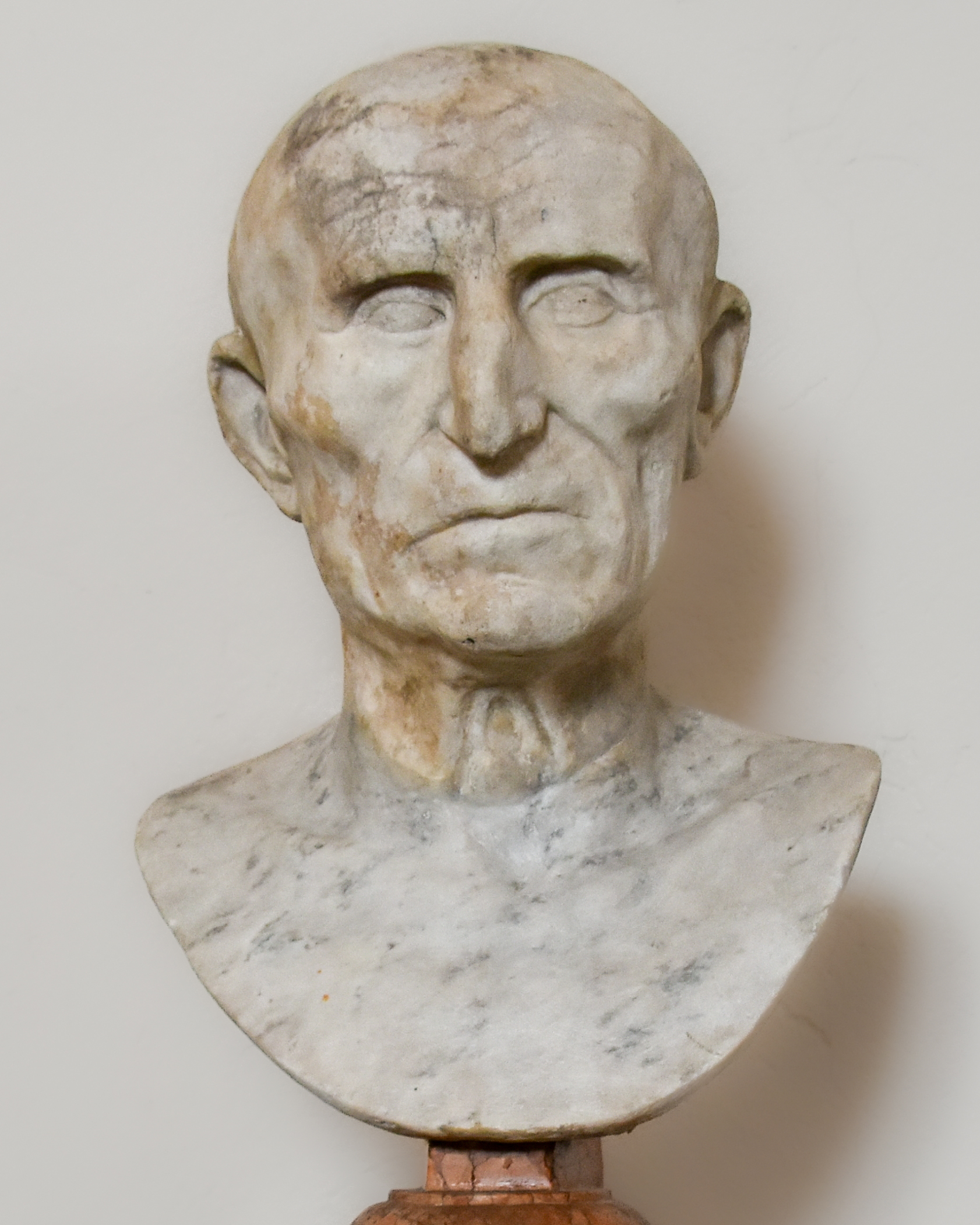
Galba, împărat roman
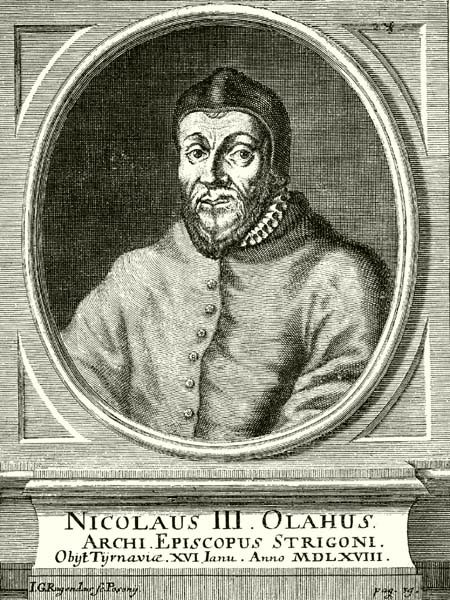
Nicolaus Olahus, umanist și istoric de origine română
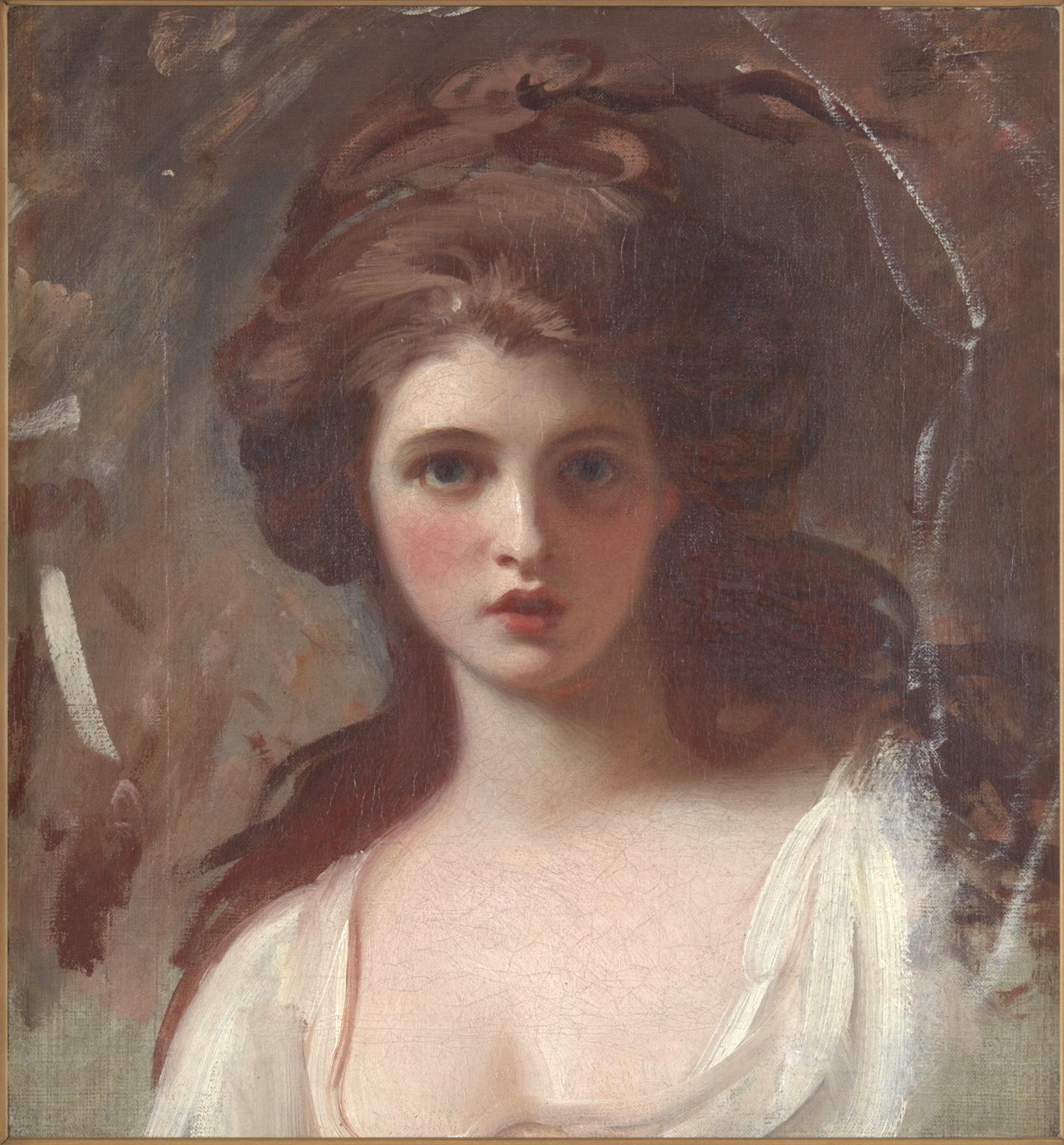
Emma, Lady Hamilton, amanta Lordului Nelson

- 1781: Infanta Mariana Victoria a Spaniei, regină regent a Portugaliei (n. 1718)
- 1815: Emma, Lady Hamilton, amanta Lordului Nelson (n. 1761)
- 1891: Leo Delibes, compozitor și critic muzical francez (n. 1836)
- 1919: Rosa Luxemburg, unul dintre liderii mișcării comuniste germane (n. 1870)
- 1937: Anton Holban, prozator român (n. 1902)
- 1980: Constantin Motaș, biolog, ecolog și hidrobiolog român, membru al Academiei Române (n. 1891)
- 2013: Prințesa Margarita de Baden (n. 1932)
- 2018: Dolores O'Riordan, cântăreață irlandeză

## Sărbători
- Sf. Cuv. Pavel Tebeul și Ioan Colibașul (calendar creștin-ortodox, greco-catolic, romano-catolic)
- România: Ziua Culturii Naționale (din 2011, 161 de ani de la nașterea poetului Mihai Eminescu)

## Legături exterene
- BBC: On This Day